# Lago Rivadavia
El lago Rivadavia es un lago de origen glacial ubicado en la provincia del Chubut, Argentina, en el departamento Futaleufú. Tiene una superficie aproximada de 2200 hectáreas y ocupa un angosto valle rodeado de hermosos paisajes de bosques de lengas y coihues , que conforman parte del bosque andino patagónico.
Está incluido casi enteramente en el parque nacional Los Alerces, que protege su vegetación natural. Pese a estar alejado de grandes poblaciones, lo que ha protegido la vegetación natural de sus costas, la cercanía de la ruta que comunica El Bolsón con Esquel por dentro del parque nacional lo hace un destino turístico asiduamente visitado, con riesgos casi constantes de incendios localizados.
Pertenece a la cuenca del río Futaleufú, que a través del río Yelcho desagua en el océano Pacífico, ya en territorio chileno.
Actualmente se encuentra prohibida la navegación a motor en sus aguas.